# لپی‌رودین
لپی‌رودین (به انگلیسی: Lepirudin) یک ضد انعقاد است که به عنوان یک مهارکننده مستقیم ترومبین عمل می‌کند.
لپی‌رودین ممکن است به عنوان یک ضد انعقاد زمانی استفاده شود که هپارین‌ها (تجزیه نشده یا با وزن مولکولی پایین) به دلیل ترومبوسیتوپنی ناشی از هپارین منع مصرف دارند.